# رامون كورال أفيلا
رامون كورال أفيلا (بالإسبانية: Ramón Corral Ávila)‏ هو محامي وسياسي مكسيكي، ولد في 8 ديسمبر 1946 في ارموسييو سونورا في المكسيك. حزبياً، نشط في حزب العمل الوطني. وقد انتخب عضو مجلس الشيوخ من المكسيك.